# 黛文德拉·辛格
黛文德拉·辛格（英語：Devendra Singh，1938年1月12日—2010年5月18日）是一名德克薩斯大學奧斯汀分校心理學教授，主要以研究人類吸引力的進化意義而知名。

## 生平
辛格於1938年出生於印度烏萊（Urai）。他在阿格拉大學攻讀哲學和心理學學位，並於1966年在俄亥俄州立大學獲得博士學位。辛格曾在萊特州立大學和北達科他州立大學任教，1969年前往德克薩斯大學奧斯汀分校工作。
作為演化心理學領域的先驅，辛格最著名的研究涉及腰臀比的進化意義。1993年，他率先闡明腰臀比作為吸引力指標的概念和意義。簡而言之，辛格發現男性認為低腰臀比（0.7）的女性具有最佳吸引力，並指出較低的腰臀比與較低的疾病風險和較高的生育能力相關。隨後的研究表明，低腰臀比具有跨文化和跨時空的吸引力。他最後發表的一篇關於健康腰臀比的研究論文發現，「沙漏型身材」（最佳腰臀比）激活了大腦中樞，這些中樞驅動食慾性社交/關注代表最高質量生殖伴侶的女性。
雖然辛格主要從事演化心理學領域的研究，但他的其他研究領域還包括物質濫用、肥胖症、進食障礙、動機和性心理學。

## 外部連結
- Devendra Singh's University of Texas webpage . Psy.utexas.edu. 2010-07-08  [2011-02-25]. （原始内容存档于2010-11-16）.